# Aristolochia sericea
Aristolochia sericea är en piprankeväxtart som beskrevs av Francisco Manuel Blanco. Aristolochia sericea ingår i släktet piprankor, och familjen piprankeväxter. Inga underarter finns listade i Catalogue of Life.